# Witalij Sawieljew
Witalij Giennadiewicz Sawieljew (ros. Виталий Геннадьевич Савельев, ur. 18 stycznia 1954 w Taszkencie) – rosyjski polityk, od 14 maja 2024 Zastępca Przewodniczącego Rządu Federacji Rosyjskiej (Wicepremier) – do spraw transportu i zaopatrzenia. 
Członek partii Jedna Rosja

## Odznaczenia (wybrane)
- Order „Za zasługi dla Ojczyzny” III[2] i IV stopnia[3]
- Order Aleksandra Newskiego[4]
- Order Honoru[5]
- Order Przyjaźni
- Medal „Upamiętnienia 300-lecia Petersburga”[6]
- Medal „Upamiętnienia 1000-lecia Kazania”